# 鸿飞村
鸿飞村，是中华人民共和国安徽省黄山市歙县霞坑镇下辖的一个村级行政单位。
2019年6月6日，鸿飞村列入第五批中国传统村落名录。
鸿飞村的蔚德堂建于1930年，雕刻精美，于2019年3月28日公布为安徽省文物保护单位。